# SSC Ultimate Aero TT
De SSC Ultimate Aero TT is een auto van het Amerikaanse autobedrijf SSC North America, eerder gekend als Shelby SuperCars. Met een topsnelheid van boven de 414 km/h is het de op drie na snelste auto ter wereld die in serie wordt geproduceerd en de openbare weg op mag. Hij is gebouwd om de Bugatti Veyron te verslaan die ongeveer 407 km/h haalt. Totdat er een aangepaste versie van de Bugatti Veyron kwam, genaamd de Bugatti Veyron Super Sport, die een snelheid van 431 km/h haalde, was de SSC Ultimate Aero TT de snelste straatauto ter wereld
Het bedrijf en de auto zijn de geesteskinderen van Jerod Shelby, die ruim zeven jaar heeft gedaan over het ontwerp van de Aero.
Op 13 september 2007, op een tijdelijk gesloten stuk autosnelweg in de staat Washington, behaalde de Aero uiteindelijk een topsnelheid van 414,26 km/h op de heenweg en 410,16 km/h op de terugweg, wat een nieuwe gemiddelde topsnelheid van 412,21 km/h opleverde.
De gegevens, die door het gps-systeem van Dewetron waren verzameld, werden door Guinness World Records geverifieerd alvorens de Aero uiteindelijke officieel de titel van snelste productiewagen ter wereld toegewezen kreeg.
Dit brak het toenmalige officiële record van de Koenigsegg CCR (395 km/h) en de officieuze topsnelheid van de Bugatti Veyron van 407,5 km/h.
Inmiddels is dit record alweer gebroken door Bugatti. Met de nieuwe Veyron SuperSport hebben ze het snelheidsrecord weer geclaimd. Op het testparcours van Volkswagen bereikte deze auto een gemiddelde topsnelheid van 431 km/h.
De SSC Ultimate Aero TT verscheen voor het eerst in 2004 onder de naam 'Aero SC/8T'. De Ultimate Aero is een limited production-versie van de Aero, met betere prestaties dan het origineel.